# William Wallace Wotherspoon
William Wallace Wotherspoon, ameriški general, * 16. november 1850, Washington, D.C., † 21. oktober 1921, Washington, D.C.

## Življenjepis
Poučevali so ga v zasebnih šolah.
Od leta 1870 do 1873 je služil kot palubni častnik (mate) v Vojni mornarici ZDA. Oktobra 1873 je bil premeščen k 12. pehotnemu polku Kopenske vojske ZDA, v sestavi katerega se je udeležil indijanskih vojn na zahodni obali ZDA. Leta 1887 je bil polk premeščen v severni New York. Naslednje leto je zbolel in bil na enoletnem bolniškem dopustu.
Leta 1889 je postal superintendent Soldiers’ Home v Washingtonu, kjer je ostal eno leto. Potem je bil premeščen v Fort Sully in Mount Vernon Barracks, kjer je uril četo apaških ujetnikov; to delo je opravljal do leta 1894. Takrat je postal pribočnik generala Oliverja O. Howarda, ki je bil poveljnik Oddelka za vzhod. Leta 1894 je postal profesor obramboslovja in taktike na Rhode Island College, dokler ni bil leta 1898 premeščen v Fort McPherson, kjer je opravljal rekrutacijo in organiziral 3. bataljon 12. pehotnega polka.
Med letoma 1899 in 1901 se je bojeval na Filipinih proti upornikom in deloval kot carinik v Iloilu. 1901 je bil premeščen k 30. pehotnemu polku. Med letoma 1902 in 1904 je postal poveljnik 2. bataljona 6. pehotnega polka (Fort Leavenworth) in nato profesor na General Staff College.
Leta 1904 je bil premeščen k 14. pehotnemu polku, naslednje leto pa k 19. pehotnemu polku. Istega leta je končal tudi šolanje na Army War College.
Med letoma 1904 in 1906 je bil direktor Army War College. Potem je bil postavljen za načelnika štaba Vojske kubanske pacifikacije. Leta 1907 je postal vršilec dolžnosti predsednika Army War College, istega leta pa tudi načelnik 3. oddelka Generalštaba KOV ZDA, nato pa še predsednik Army War College. To dolžnost je opravljal med letoma 1907 in 1909 ter med 1910 in 1912.
Istočasno je bil med letoma 1901 in 1910 ter med 1912 in 1914 pomočnik načelnika generalštaba. Od maja do septembra 1912 je bil poveljnik Oddelka za Zaliv. 
21. aprila 1914 je postal načelnik Generalštaba Kopenske vojske ZDA. To dolžnost je opravljal do 15. novembra istega leta, ko se je upokojil iz aktivne službe. V času svojega mandata se je posvečal povečanju števila podčastnikov in častnikov za misije KOV ZDA, zmanjševanju obalnih artilerijskih baterij v prid bojnih ladij, ustanovitvi letalskega oddelka in končanju Panamskega prekopa.
Med letoma 1915 in 1920 je bil superintendent za javna dela zvezne države New York.

## Napredovanja
- poročnik (Second Lieutenant) - oktober 1873
- nadporočnik (First Lieutenant) - ?
- stotnik (Captain) - 1893
- major (Major) - 1901
- podpolkovnik (Lieutenant Colonel) - 1904
- polkovnik (Colonel) - ?
- brigadni general (Brigadier General) - oktober 1907
- generalmajor (Major General) - maj 1912